# 黑布丁峰
76°50′S 161°45′E / 76.833°S 161.750°E
黑布丁峰（英語：Black Pudding Peak）是南極洲的山峰，座標76°50′S 161°45′E，位於維多利亞地的斯科特海岸，處於布勒格山西北面4公里，屬於阿爾伯特親王山脈的一部分，在1957年由英聯邦探險隊命名，現時由南極條約體系管理。